# Chunfen
Chūnfēn (pīnyīn), Shunbun (rōmaji) eller Chunbun/Ch'unbun (romaja) (kinesiska och japanska: 春分; koreanska: 춘분; vietnamesiska: Xuân phân; bokstavligen ”vårdagjämningen”) är den fjärde solarperioden i den traditionella östasiatiska lunisolarkalendern (kinesiska kalendern), som delar ett år i 24 solarperioder (節氣). Chunfen börjar när solen når den ekliptiska longituden 0°, och varar till den når longituden 15°. Termen hänvisar dock oftare till speciellt den dagen då solen ligger på exakt 0° graders ekliptisk longitud. I den gregorianska kalendern börjar chunfen vanligen omkring den 20 mars och varar till omkring den 4 april (ofta 5 april ostasiatisk tid).

## Pentader
Varje solarperiod kan indelas i tre pentader (候): Första pentaden (初候), andra pentaden (次候) och sista pentaden (末候). Ett år har alltså 72 pentader och för chunfen gäller:
Kina
- Första pentaden: 玄鳥至 (”de mörka fåglarna anländer”) – ’mörk fågel’ avser i det här fallet svalor, som migrerar norrut.
- Andra pentaden: 雷乃發聲 (”dunder”) – hänvisning till uppkomsten av våråska.
- Sista pentaden: 始電 (”blixten börjar”) – refererar också till åska, men också den gradvisa förlängningen av dagtid, och förekomsten av solljus.

Japan
- Första pentaden: 雀始巣
- Andra pentaden: 桜始開
- Sista pentaden: 雷乃発声